# Rainbow Creek
L'État indépendant de Rainbow Creek est une micronation sécessionniste en Australie, active entre 1979 et 1981.

## Histoire
L'État est fondé à la suite d'un conflit sur la compensation à long terme entre un groupe d'agriculteurs de Cowwarr (État de Victoria) et l'agence gouvernementale chargé de l'approvisionnement en eau. Cette fondation est censée attirer l'attention.
Cowwarr se situe sur la Thomson River, dans les Alpes australiennes. Il est en aval de la forêt et, pendant la saison des crues d'hiver, l'infrastructure est souvent endommagé par les débris de bois qui sont emportés.
Un pont routier construit sur la rivière à la fin des années 1930 a son tablier trop proche du haut niveau de l'eau durant les inondations, si bien qu'il est un obstacle à l'écoulement des débris lors d'une inondation particulièrement violente en 1952, la rivière a un nouveau cours. Cette « rupture » – appelée plus tard « Rainbow Creek » – passe par un certain nombre de propriétés agricoles privées. Les mesures correctives se sont avérées inefficaces, la rivière s'est grandement agrandie à la suite d'autres inondations au détriment des terres des agriculteurs.
Souhaitant s'adapter, les agriculteurs commencent à capter l'eau du ruisseau pour irriguer leurs propriétés, mais les autorités locales et étatiques leur font payer l'impôt sur le prélèvement de l'eau. Ils ont à payer un ensemble de prélèvements au conseil local pour des terrains alors inondés, car leurs titres de propriété ne montrent pas l'existence de la rivière, un second à l'agence gouvernemental pour la captation de l'eau à des fins d'irrigation, un troisième à la société d'aménagement de la Thomson River qui est censé empêcher l'érosion par le ruisseau et qui est donc contesté. L'agence construit un barrage sur la rivière en aval du pont en 1954, qui a pour effet de canaliser les crues vers la Rainbow Creek.
À la fin des années 1970, la rivière est profonde de 8 m et large de 50 m, les agriculteurs paient sur leurs fonds propres des ponts pour rejoindre leurs propriétés de l'une à l'autre. Ils sont emportés en même temps que des récoltes, du cheptel et des équipements lors d'inondations particulièrement graves en 1978. Les agriculteurs de Cowwarr qui se plaignent depuis longtemps de l'incompétence du gouvernement pendant près de trois décennies, lorsqu'ils se voient refuser une compensation pour la perte des terres, de la productivité et des infrastructures privées, décident d'élever le ton dans la manifestation de leurs revendications.
L'une des propriétés les plus touchées est Yammacoona, située directement au-dessous du barrage, propriété de Thomas Barnes depuis 1970. Barnes est un ancien policier britannique et de la police de Victoria, installé dans la commune à cette date. Il est connu comme un homme de tempérament bagarreur et impatient face à la lenteur de la bureaucratie gouvernementale, et amateur de publicité.
Afin de gagner l'opinion publique, Barnes et une trentaine d'autres agriculteurs décident de déclarer la guerre à l'État de Victoria. La déclaration signée le 19 décembre 1978 est déposée en grande pompe au gouverneur, amusé, à Melbourne le 16 janvier 1979 devant les caméras de télévision. Des disputes judiciaires entre Barnes et l'agence ont lieu à la Cour de Victoria, sans qu'une partie l'emporte sur l'autre. Une offre gouvernementale de prêts est rejetée par les agriculteurs, car elle n'a rien à voir avec les compensations qu'ils demandent.
Entre-temps, Barnes prend connaissance de la principauté de Hutt River et, voulant imiter le « prince Leonard », déclare la sécession unilatérale de sa propriété de l'État de Victoria, le 23 juillet 1979. Il se nomme « gouverneur » du nouvel État indépendant de Rainbow Creek, tout en jurant allégeance à la reine Élisabeth II en tant que chef d'État. La déclaration de sécession est envoyée au gouverneur de Victoria, au gouverneur général d'Australie, au palais de Buckingham et à la Cour internationale de justice.
Afin de conserver l'attention, l'État de Rainbow Creek émet des passeports, des timbres, des billets de banque et d'autres documents officiels pour promouvoir la cause de sa communauté agricole.
Tombé gravement malade, Barnes se retire dans le Queensland au milieu des années 1980, d'où il publie des livres de poésie et d'histoire locale. Les questions concernant les problèmes et la sécession de Rainbow Creek restent en suspens.